# Alvise Contarini
Alvise Contarini, död 1684, var en venetiansk doge. Han var regerande doge av Venedig 1676–1684. 